# Saltillo (Tennessee)
Saltillo è un comune degli Stati Uniti d'America, situato nello Stato del Tennessee, nella Contea di Hardin.